# Nightrain
«Nightrain» es una canción escrita por la banda de hard rock estadounidense Guns N' Roses a finales de los años 1980; es la tercera canción del álbum debut de la banda Appetite for Destruction, y a su salida se convirtió en una de las canciones más conocidas de la banda, sin embargo, no fue incluida en su álbum Greatest Hits. Se colocó en el número 93 de la lista "Billboard" de Estados Unidos.
La canción es una dedicatoria a una marca de vino barata llamada Night Train Express, la cual fue popular en la banda por su bajo coste y su alta graduación de alcohol.

## La historia de la canción
Según palabras de Duff McKagan, en declaraciones dadas en una entrevista en Hit Parader, en marzo de 1992.
“Por ese entonces, a mediados de 1985, estábamos viviendo por East Hillcrest Boulevard en Inglewood, y era un barrio bastante decadente y peligroso, siempre tenías que estar atento, frecuentemente había tiroteos entre bandas, dealers en cada esquina, nosotros nos quedábamos en una habitación pequeña, la cual compartíamos con más gente. Estábamos todos abarrotados, pero siempre había drogas y alcohol. Como no había mucho dinero, siempre conseguíamos cosas baratas. 
Un día, uno de los dealers nos dijo que fuéramos a una licorería calle arriba, porque tenían cosas fuertes a bajo precio, y nos encontramos con este fantástico vino llamado "NighTrain" que te emborrachaba por completo y solo valía dos dólares. 
Al otro día despertabas totalmente borracho sin saber de nada. 
Así vivíamos en ese entonces.” 
También, de acuerdo con Slash, la parte musical de la canción fue escrita "in situ"; es decir, la compusieron en uno de los momentos en que consumían "NighTrain". El e Izzy, estaban sentados en el piso de la habitación tomando dicho alcohol, cuándo comenzaron a tocar sus guitarras, sin embargo, Slash se emborrachó demasiado, por lo que unas horas después, Duff ayudó a Izzy a continuar.
Por su parte, la letra de la canción comenzó a crearse espontáneamente cuando iban de camino a comprar a la licorería, ubicada cerca de Florence Avenue en Inglewood, según Slash, mientras caminaban, Axl comenzó a cantar lo que sería el coro de la canción, el resto de banda lo acompañó tarareando y el propio Slash que iba con su guitarra, intentó tocar algo mientras caminaban, finalmente, se detuvieron un momento, para escribir la letra que se les había ocurrido en un pedazo de papel, Slash menciona lo siguiente, una chica, que era nuestra amiga, la cual iba con nosotros, sacó un papel pequeño de su bolsillo y se lo dio a Axl, y dijo que escribiéramos la letra para que no se nos olvidara.
Ya de vuelta en la habitación, 
Axl intento escribir letras, hasta que llegó a una que les agradó a todos, la cual sería.
"Take your money to the liquor store 
I'am on the nightrain bottoms up
I'am on the nightrain fill my cup"
por lo que le dijeron a Axl que continuara escribiendo el resto, para juntarla con la parte musical que habían creado unos días antes, así finalmente nació nightrain.
Años más tarde de publicada la canción E & J Gallo Winery, la vinatería que fabricaba dicha bebida, contactó con la banda para cobrarles el derecho de haber usado su marca registrada en la canción (se cree que el nombre se contrajo a Nightrain para evitar problemas legales). La compañía, después de hablar con la banda, decidió que le entregasen el 15% de las ventas generadas por la canción como alternativa de pago.